# Sydney Challenger
Il Sydney Challenger è stato un torneo professionistico di tennis giocato su campi in cemento. Faceva parte dell'ATP Challenger Series. Si giocava annualmente a Sydney in Australia.

## Albo d'oro

### Singolare
| Anno | Campione   | Finalista       | Punteggio     |
| ---- | ---------- | --------------- | ------------- |
| 1982 | Pat Cash   | Craig A. Miller | 7–5, 6–7, 6–2 |
| 1983 | Simon Youl | John Frawley    | 3–6, 7–5, 6–2 |

### Doppio
| Anno | Campioni                    | Finalisti                   | Punteggio     |
| ---- | --------------------------- | --------------------------- | ------------- |
| 1982 | Peter Johnston John McCurdy | John Benson Chris Johnstone | 6–7, 7–6, 7–6 |
| 1983 | Michael Fancutt Wally Masur | Peter Carter Mark Kratzmann | 7–5, 6–3      |